# Nucleocapsídeo
Nucleocapsídeo é uma estrutura viral formada pela associação do capsídeo com o ácido nucléico do vírus.